# Anthony Woodville

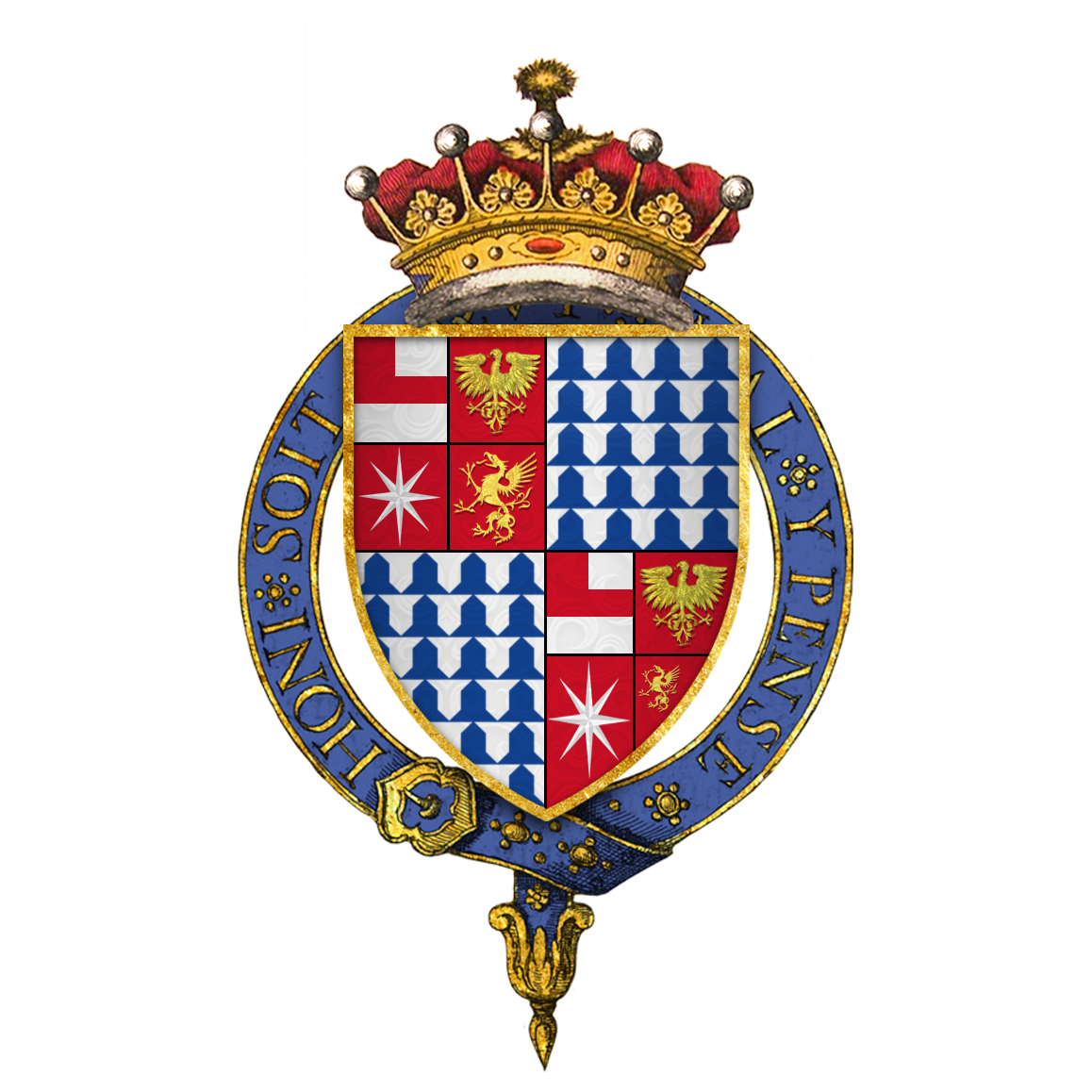
Wapen van Anthony Woodville

Anthony Woodville (Grafton Regis, 1442 — Pontefract Castle, 25 juni 1483), ridder in de Orde van de Kousenband, was een Engelse edelman, hoveling, bibliofiel en schrijver. Hij was de tweede zoon van Richard Woodville en Jacoba van Luxemburg. Tijdens de Rozenoorlogen steunde hij het Huis Lancaster, maar later liep hij over naar het Huis York. Zijn officiële titel was 2e graaf Rivers.
Anthony's invloed aan het koninklijke hof nam sterk toe nadat zijn zuster Elizabeth trouwde met koning Eduard IV van Engeland. Hij vergezelde de koning tijdens diens tijdelijk ballingschap in 1470, en raakte het jaar daarop gewond bij de Slag om Barnet. In 1473 werd Anthony benoemd tot gouverneur van het huishouden van de prins van Wales. Eduard IV stierf in 1483; daarop reisde Anthony met de prins, nu koning Eduard V, naar Londen. Hij werd echter door de hertog van Gloucester (later koning Richard III) gevangengenomen en onthoofd. Aan de vooravond van zijn executie schreef hij zijn laatste gedicht: `Somewhat musing/and more mourning`. Een terugblik op zijn leven, waarvan hij het lot aanvaardde. Echter met de aantekening, dat de manier waarop hij zou worden gedood (onthoofding) op geen enkele manier paste bij zijn manier van leven (‘Yet I ne went / Thus to be shent’). 
Woodville was naast edelman ook schrijver. Een van de eerste boeken die in Groot-Brittannië gedrukt werden was zijn vertaling uit het Frans van Gezegden der Filosofen, in 1476 uitgegeven door William Caxton. De bibliotheek van Lambeth Palace bezit een illustratie waarop Anthony Woodville het boek aanbiedt aan koning Eduard IV.

Hij werd opgevolgd als graaf Rivers door zijn broer, Richard.

## Huwelijken
Anthony huwde eerst met Elizabeth Scales, 8ste Barones Scales, zij hadden samen geen kinderen.

Ten tweede trouwde hij met Mary FitzLewis, dit huwelijk bleef eveneens kinderloos.
Met zijn minnares Gwenlina Stradling had hij een onwettige dochter genaamd Margaret, die trouwde met Sir Robert Poyntz.